# Aqueduc romain de Divona
L’aqueduc romain de Divona a été construit pour desservir la ville antique de Divona Cadurcorum, Cahors.

## Historique
Une ancienne tradition attribuait la construction de l'aqueduc à Polémius à la suite de la découverte d'une brique dédicacée à PONTIO POLEMIO PRAETORI GALLIARVM PRAEFECTO (au prêteur Pontius Polemius préfet des Gaules) qui avait été signalée par Roaldès au XVIIe siècle près de Savanac. Didier Rigal fait remarquer que les seuls Polemius connus sont beaucoup trop tardifs pour qu'on puisse leur attribuer la construction de l'aqueduc.
La datation de l'aqueduc ne peut être approchée qu'à partir des thermes romains de Divona-Cahors qui en étaient l'aboutissement. La construction de ceux-ci ont été datés de la transition Ier – IIe siècle après J.-C., mais la mise au jour d'autres édifices romains de Cahors montre que la ville avait déjà une organisation très développée avant le règne de l'empereur Claude, c'est-à-dire dans les années 50 du Ier siècle après J.-C. Les analyses chimiques des charbons de bois réalisées pendant les recherches de Didier Rigal et de son équipe donnent, pour la datation la plus ancienne, entre -10 et 10 après J.-C. Les thermes ont probablement été utilisés jusqu'au IVe siècle. L'aqueduc a été probablement en fonction jusqu'à la fin du IVe siècle ou au début du Ve siècle.
Les vestiges de l'aqueduc situés dans la commune de Vers ont été inscrits au titre des monuments historiques le 26 novembre 1953.

## Description
Le départ de l'aqueduc est situé près d'une source située sous l'oppidum de Murcens avec un captage souterrain, près de la fontaine de Polémie, comportant plusieurs bassins ayant une emprise minimale de 200 m² auquel a été ajoutée une prise d'eau dans le Vers avec la construction d'un barrage. Cette implantation du captage n'est probablement pas fortuite si on admet que la population de l'oppidum de Murcens a été déplacée à Divona à la suite de la conquête de la Gaule par les Romains. L'aqueduc suit ensuite la vallée du Vers en rive droite jusqu'à sa confluence avec le Lot, puis longe le Lot sur sa rive droite pour rejoindre Divona, et en particulier les thermes romains dont il reste l'Arc de Diane en élévation.
- Longueur : 33 km
- Dénivellation : 38 m
- Pente moyenne : 1,15 m par km (0,11 %)
- Débit probable : 11 000 m3 par jour

L'aqueduc traverse 784 propriétés privées.